# Fußballclub Ingolstadt 04 2010-2011
Questa pagina raccoglie i dati riguardanti il Fußballclub Ingolstadt 04 nelle competizioni ufficiali della stagione 2010-2011.

## Stagione
Nella stagione 2010-2011 il Ingolstadt, allenato da Benno Möhlmann, concluse il campionato di 2. Bundesliga al 14º posto. In Coppa di Germania il Ingolstadt fu eliminato al secondo turno dall'Hoffenheim.

## Rosa
| N. |                     | Ruolo | Calciatore          |
| -- | ------------------- | ----- | ------------------- |
| 1  | Germania (bandiera) | P     | Sascha Kirschstein  |
| 3  | Germania (bandiera) | D     | Steven Ruprecht     |
| 4  | Germania (bandiera) | D     | David Pisot         |
| 5  | Germania (bandiera) | C     | Manuel Hartmann     |
| 6  | Germania (bandiera) | C     | Stefan Leitl        |
| 7  | Germania (bandiera) | A     | Sebastian Hofmann   |
| 8  | Germania (bandiera) | C     | Markus Karl         |
| 9  | Germania (bandiera) | A     | Moritz Hartmann     |
| 10 | Germania (bandiera) | C     | Fabian Gerber       |
| 11 | Germania (bandiera) | A     | Sebastian Zielinsky |
| 12 | Germania (bandiera) | P     | Michael Lutz        |
| 14 | Francia (bandiera)  | C     | Romain Dedola       |
| 15 | Germania (bandiera) | D     | Tobias Fink         |
| 16 | Germania (bandiera) | C     | Andreas Buchner     |

| N. |                         | Ruolo | Calciatore            |  |
| -- | ----------------------- | ----- | --------------------- |  |
| 17 | Germania (bandiera)     | C     | Robert Fleßers        |  |
| 18 | Burkina Faso (bandiera) | D     | Moïse Bambara         |  |
| 19 | Germania (bandiera)     | D     | Malte Metzelder       |  |
| 22 | Germania (bandiera)     | A     | Stefan Müller         |  |
| 23 | Stati Uniti (bandiera)  | A     | Edson Buddle          |  |
| 24 | Germania (bandiera)     | D     | Benjamin Kauffmann    |  |
| 25 | Austria (bandiera)      | D     | Ronald Gërçaliu       |  |
| 26 | Germania (bandiera)     | C     | Alexander Buch        |  |
| 27 | Germania (bandiera)     | P     | Christopher Sommerer  |  |
| 28 | Canada (bandiera)       | C     | Fabrice Lassonde      |  |
| 35 | Germania (bandiera)     | D     | Mathias Wittek        |  |
| 37 | Germania (bandiera)     | D     | Andreas Görlitz       |  |
| 44 | Germania (bandiera)     | C     | Patrick Mölzl         |  |
| -  | Austria (bandiera)      | C     | Christoph Knasmüllner |  |

## Organigramma societario
Area tecnica
- Allenatore: Benno Möhlmann
- Allenatore in seconda: Sven Kmetsch
- Preparatore dei portieri: Brano Arsenovic
- Preparatori atletici: Jörg Mikoleit

## Risultati

### 2. Bundesliga

#### Girone di andata
| Arbitro: | Wingenbach |

|            |           |                                          |
| Futács 11’ | Marcatori | 2’ Oehrl 29’ Baier 55’ Rafael 59’ Werner |

| Arbitro: | Grudzinski |

|                                        |           |             |
| Grlić 4’ Maierhofer 17’, 19’ Şahan 59’ | Marcatori | 20’ Hofmann |

| Arbitro: | Schriever |

|            |           |                         |
| Gerber 78’ | Marcatori | 59’ Reichert 66’ Lamidi |

| Arbitro: | Seemann |

|               |           |  |
| Heidinger 65’ | Marcatori |  |

| Arbitro: | Steuer |

|                                    |           |  |
| Buchner 20’ Hofmann 47’ Gerber 60’ | Marcatori |  |

| Arbitro: | Fritz |

|                   |           |  |
| Nehrig 48’ (rig.) | Marcatori |  |

| Arbitro: | Fischer |

|             |           |          |
| Hofmann 53’ | Marcatori | 80’ Fink |

| Arbitro: | Christ |

|                     |           |              |
| Auer 5’ Stieber 80’ | Marcatori | 68’ Hartmann |

| Arbitro: | Steinhaus |

|  |           |             |
|  | Marcatori | 78’ N'Diaye |

| Arbitro: | Seemann |

|                                       |           |              |
| Raffael 17’ Domovčijski 52’ Ramos 69’ | Marcatori | 23’ Hartmann |

| Arbitro: | Grudzinski |

|            |           |                       |
| Futács 13’ | Marcatori | 82’ Jula 90’ Petersen |

| Arbitro: | Welz |

|           |           |                              |
| Leitl 90’ | Marcatori | 8’ (rig.) Krösche 88’ Brandy |

| Arbitro: | Schriever |

|          |           |                              |
| Jong 22’ | Marcatori | 2’ Gerber 9’, 56’, 66’ Leitl |

| Arbitro: | Willenborg |

|           |           |  |
| Leitl 86’ | Marcatori |  |

| Arbitro: | Kampka |

|              |           |               |
| Schröder 86’ | Marcatori | 83’ Metzelder |

| Arbitro: | Wingenbach |

|             |           |            |
| Buchner 61’ | Marcatori | 90’ Ludwig |

| Arbitro: | Fischer |

|                          |           |               |
| Lindemann 65’ Benčík 73’ | Marcatori | 40’ Metzelder |

#### Girone di ritorno
| Arbitro: | Meyer |

|                    |           |  |
| Oehrl 32’ Hain 71’ | Marcatori |  |

| Arbitro: | Zwayer |

|            |           |           |
| Buddle 76’ | Marcatori | 86’ Şahan |

| Arbitro: | Steuer |

|           |           |           |
| König 47’ | Marcatori | 27’ Leitl |

| Arbitro: | Metzen |

|             |           |  |
| Buchner 42’ | Marcatori |  |

| Arbitro: | Osmers |

|                                       |           |                  |
| Beister 45’ Langeneke 52’, 64’ (rig.) | Marcatori | 49’ (rig.) Leitl |

| Arbitro: | Schriever |

|  |           |                      |
|  | Marcatori | 15’ Sararer 83’ Haas |

| Arbitro: | Bandurski |

|             |           |                                            |
| Cristea 89’ | Marcatori | 5’, 53’ (rig.) Leitl 38’ Caiuby 80’ Buddle |

| Arbitro: | Kampka |

|                    |           |         |
| Matip 6’ Leitl 44’ | Marcatori | 1’ Auer |

| Arbitro: | Dankert |

|                    |           |                 |
| Gjasula 63’ (rig.) | Marcatori | 48’, 68’ Caiuby |

| Arbitro: | Welz |

|           |           |             |
| Matip 86’ | Marcatori | 70’ Lasogga |

| Arbitro: | Siebert |

|              |           |                      |
| Petersen 70’ | Marcatori | 27’ Leitl 31’ Caiuby |

| Arbitro: | Kampka |

|               |           |                  |
| Wachsmuth 55’ | Marcatori | 53’ (rig.) Leitl |

| Arbitro: | Willenborg |

|                                |           |  |
| Hartmann 1’ Karl 31’ Leitl 60’ | Marcatori |  |

| Arbitro: | Osmers |

|               |           |            |
| Benyamina 67’ | Marcatori | 61’ Caiuby |

| Ingolstadt 30 aprile 2011, ore 13:00 CEST 32ª giornata | Ingolstadt 04 | 0 – 0 referto | Erzgebirge Aue | Audi-Sportpark (12 350 spett.)\| Arbitro: \| Thielert \| |
| Arbitro:                                               | Thielert      |               |                |                                                          |

| Arbitro: | Bandurski |

|            |           |            |
| Halfar 31’ | Marcatori | 61’ Buddle |

| Arbitro: | Welz |

|  |           |            |
|  | Marcatori | 35’ Tyrała |

### Coppa di Germania
| Arbitro: | Christ |

|                        |           |  |
| Leitl 25’ Hartmann 71’ | Marcatori |  |

| Arbitro: | Stieler |

|        |           |  |
| Ba 63’ | Marcatori |  |

## Statistiche

### Statistiche di squadra
| Competizione      | Punti | In casa | In casa | In casa | In casa | In casa | In casa | In trasferta | In trasferta | In trasferta | In trasferta | In trasferta | In trasferta | Totale | Totale | Totale | Totale | Totale | Totale | DR |
| Competizione      | Punti | G       | V       | N       | P       | Gf      | Gs      | G            | V            | N            | P            | Gf           | Gs           | G      | V      | N      | P      | Gf     | Gs     | DR |
| ----------------- | ----- | ------- | ------- | ------- | ------- | ------- | ------- | ------------ | ------------ | ------------ | ------------ | ------------ | ------------ | ------ | ------ | ------ | ------ | ------ | ------ | -- |
| 2. Bundesliga     | 37    | 17      | 5       | 5       | 7       | 18      | 19      | 17           | 4            | 5            | 8            | 22           | 27           | 34     | 9      | 10     | 15     | 40     | 46     | -6 |
| Coppa di Germania | -     | 1       | 1       | 0       | 0       | 2       | 0       | 1            | 0            | 0            | 1            | 0            | 1            | 2      | 1      | 0      | 1      | 2      | 1      | +1 |
| Totale            | -     | 18      | 6       | 5       | 7       | 20      | 19      | 18           | 4            | 5            | 9            | 22           | 28           | 36     | 10     | 10     | 16     | 42     | 47     | -5 |

### Andamento in campionato
| Giornata  | 1  | 2  | 3  | 4  | 5  | 6  | 7  | 8  | 9  | 10 | 11 | 12 | 13 | 14 | 15 | 16 | 17 | 18 | 19 | 20 | 21 | 22 | 23 | 24 | 25 | 26 | 27 | 28 | 29 | 30 | 31 | 32 | 33 | 34 |
| --------- | -- | -- | -- | -- | -- | -- | -- | -- | -- | -- | -- | -- | -- | -- | -- | -- | -- | -- | -- | -- | -- | -- | -- | -- | -- | -- | -- | -- | -- | -- | -- | -- | -- | -- |
| Luogo     | C  | T  | C  | T  | C  | T  | C  | T  | C  | T  | C  | C  | T  | C  | T  | C  | T  | T  | C  | T  | C  | T  | C  | T  | C  | T  | C  | T  | T  | C  | T  | C  | T  | C  |
| Risultato | P  | P  | P  | P  | V  | P  | N  | P  | P  | P  | P  | P  | V  | V  | N  | N  | P  | P  | N  | N  | V  | P  | P  | V  | V  | V  | N  | V  | N  | V  | N  | N  | N  | P  |
| Posizione | 15 | 17 | 17 | 18 | 15 | 16 | 16 | 17 | 17 | 17 | 17 | 17 | 17 | 17 | 17 | 17 | 17 | 17 | 17 | 17 | 17 | 17 | 17 | 17 | 17 | 15 | 14 | 14 | 14 | 13 | 13 | 13 | 13 | 14 |

Legenda:

Luogo: C = Casa; T = Trasferta. Risultato: V = Vittoria; N = Pareggio; P = Sconfitta.

### Statistiche dei giocatori
| Giocatore      | 2. Bundesliga | 2. Bundesliga | 2. Bundesliga | 2. Bundesliga | Coppa di Germania | Coppa di Germania | Coppa di Germania | Coppa di Germania | Totale   | Totale | Totale      | Totale     |
| Giocatore      | Presenze      | Reti          | Ammonizioni   | Espulsioni    | Presenze          | Reti              | Ammonizioni       | Espulsioni        | Presenze | Reti   | Ammonizioni | Espulsioni |
| -------------- | ------------- | ------------- | ------------- | ------------- | ----------------- | ----------------- | ----------------- | ----------------- | -------- | ------ | ----------- | ---------- |
| S. Kirschstein | 34            | 0             | 0             | 0             | 2                 | 0                 | 0                 | 0                 | 36       | 0      | 0           | 0          |
| M. Lutz        | -             | -             | -             | -             | -                 | -                 | -                 | -                 | -        | -      | -           | -          |
| C. Sommerer    | -             | -             | -             | -             | -                 | -                 | -                 | -                 | -        | -      | -           | -          |
| M. Bambara     | 25            | 0             | 4             | 0             | 1                 | 0                 | 0                 | 0                 | 26       | 0      | 4           | 0          |
| M. Biliškov    | 15            | 0             | 4             | 0             | -                 | -                 | -                 | -                 | 15       | 0      | 4           | 0          |
| T. Fink        | 34            | 0             | 3             | 0             | 2                 | 0                 | 1                 | 0                 | 36       | 0      | 4           | 0          |
| R. Gërçaliu    | -             | -             | -             | -             | -                 | -                 | -                 | -                 | -        | -      | -           | -          |
| A. Görlitz     | 27            | 0             | 7             | 0             | 2                 | 0                 | 0                 | 0                 | 29       | 0      | 7           | 0          |
| M. Hartmann    | 10            | 0             | 0             | 0             | -                 | -                 | -                 | -                 | 10       | 0      | 0           | 0          |
| A. Igwe        | -             | -             | -             | -             | -                 | -                 | -                 | -                 | -        | -      | -           | -          |
| R. Keidel      | 5             | 0             | 1             | 0             | -                 | -                 | -                 | -                 | 5        | 0      | 1           | 0          |
| F. Lassonde    | -             | -             | -             | -             | -                 | -                 | -                 | -                 | -        | -      | -           | -          |
| M. Matip       | 30            | 2             | 0             | 0             | 1                 | 0                 | 0                 | 0                 | 31       | 2      | 0           | 0          |
| M. Metzelder   | 28            | 2             | 7             | 0             | 1                 | 0                 | 0                 | 0                 | 29       | 2      | 7           | 0          |
| D. Pisot       | 22            | 0             | 4             | 0             | 2                 | 0                 | 0                 | 0                 | 24       | 0      | 4           | 0          |
| M. Wittek      | 9             | 0             | 3             | 0             | 2                 | 0                 | 1                 | 0                 | 11       | 0      | 4           | 0          |
| A. Buchner     | 18            | 3             | 2             | 0             | 1                 | 0                 | 0                 | 0                 | 19       | 3      | 2           | 0          |
| R. Dedola      | 14            | 0             | 2             | 0             | 1                 | 0                 | 0                 | 0                 | 15       | 0      | 2           | 0          |
| F. Gerber      | 25            | 3             | 2             | 0             | 1                 | 0                 | 0                 | 0                 | 26       | 3      | 2           | 0          |
| M. Karl        | 21            | 1             | 6             | 0             | -                 | -                 | -                 | -                 | 21       | 1      | 6           | 0          |
| B. Kauffmann   | 1             | 0             | 0             | 0             | -                 | -                 | -                 | -                 | 1        | 0      | 0           | 0          |
| S. Leitl       | 27            | 13            | 4             | 0             | 1                 | 1                 | 0                 | 0                 | 28       | 14     | 4           | 0          |
| P. Mölzl       | 2             | 0             | 0             | 0             | -                 | -                 | -                 | -                 | 2        | 0      | 0           | 0          |
| S. Zielinsky   | 11            | 0             | 0             | 0             | 2                 | 0                 | 0                 | 0                 | 13       | 0      | 0           | 0          |
| E. Buddle      | 14            | 3             | 1             | 0             | -                 | -                 | -                 | -                 | 14       | 3      | 1           | 0          |
| Caiuby         | 15            | 5             | 4             | 0             | -                 | -                 | -                 | -                 | 15       | 5      | 4           | 0          |
| M. Futács      | 23            | 2             | 5             | 0             | 2                 | 0                 | 0                 | 0                 | 25       | 2      | 5           | 0          |
| M. Hartmann    | 33            | 3             | 3             | 0             | 2                 | 1                 | 0                 | 0                 | 35       | 4      | 3           | 0          |
| S. Hofmann     | 14            | 3             | 1             | 0             | 1                 | 0                 | 1                 | 0                 | 15       | 3      | 2           | 0          |
| S. Müller      | -             | -             | -             | -             | 1                 | 0                 | 0                 | 0                 | 1        | 0      | 0           | 0          |
| A. Wichniarek  | -             | -             | -             | -             | -                 | -                 | -                 | -                 | -        | -      | -           | -          |
| S. Ruprecht    | 3             | 0             | 1             | 0             | 1                 | 0                 | 0                 | 0                 | 4        | 0      | 1           | 0          |
| S. Wohlfarth   | 10            | 0             | 0             | 0             | 2                 | 0                 | 0                 | 0                 | 12       | 0      | 0           | 0          |